# Tony Severo
Antonio Severo, detto Tony (Portici, 16 novembre 1961), è un conduttore radiofonico e pubblicitario italiano.

## Biografia
Tony Severo nasce a Portici il 16 novembre 1961. Nel 1969 la sua famiglia si trasferisce a Milano. Dopo gli studi di elettronica, Tony Severo si avvicina al mondo dello spettacolo: frequenta il CTA di Milano e decine di seminari di teatro.

### Radio
Tony Severo esordisce come conduttore radiofonico nel 1977 con il programma musicale “Fuori Giri”, in onda per un anno su Radio Zenith. Prosegue la sua carriera di disc jockey e speaker a Radio Porta Genova, Radio Superstar e, nel 1980, a Studio Elle-GBR, dove incrocia Marco Galli, Linus, Joe T. Vannelli, Angelo De Robertis e Daniele Milani. Nel 1987 viene ingaggiato da Claudio Cecchetto a Radio Deejay, dove conduce per 3 anni la fascia mattutina, eredità di Gerry Scotti. L'avventura a Radio Deejay continua con “Il broccolo”, “Gran Sera Deejay” e, insieme con Fiorello, “Stessa ora, stessa radio, stesso programma”, da cui nascerà l'idea di “Viva Radio Deejay”. Dopo qualche anno a RTL 102.5 con “Il circo Tony” (1991-1995), nel 1995 comincia la collaborazione con Radio 105 con “I due del tredicesimo”, programma comico che Tony Severo conduce con Paolo Cavallone. Il grande successo de “I due del tredicesimo” lo porta sul palcoscenico nel 1997, con una tournée nei maggiori teatri del nord Italia. Segue una parentesi di un anno a Radio 101 con “I due di 101” (in onda di prima mattina), al termine della quale torna in Radio 105 dove dal 2000 conduce, con Rosario Pellecchia, “105 Friends” (in onda dal lunedì al venerdì dalle 10 alle 12), talk show di intrattenimento e informazione (si citano ad esempio le rubriche settimanali di approfondimento con il criminologo Massimo Picozzi e il sessuologo Maurizio Bini). In oltre 15 anni, Tony Severo incontra e intervista per 105 Friends i protagonisti del panorama della musica e dello spettacolo italiano e internazionale. Oggi 105 Friends è tra i 3 programmi più ascoltati dell'FM.

### Doppiaggio
Tony Severo è stato doppiatore di cartoni animati e soap opera, tra cui si ricordano Ghostbusters, Robotech, G.I. Joe e Sentieri. Nel 1987 debutta nel mondo del doppiaggio pubblicitario: da allora presta la voce a campagne televisive e radiofoniche. Nel 2000 comincia la carriera di creativo e producer, fonda W&T e poi BeeMedia, agenzia pubblicitaria, studio registrazione e doppiaggio.

### TV
Nel 1987 diventa voce di Dee Jay Television. In seguito commenta altri programmi come Real TV e Speed (Italia 1). 